# 宮脇学
宮脇 学（みやわき がく）は、日本の舞台監督。日本舞台監督協会会員。

## 略歴
日本大学芸術学部卒。現在宝塚舞台に所属し、主に宝塚歌劇団の公演に携わる。

## 宝塚歌劇団での主な参加作品
- ノバ・ボサ・ノバ
- 螺旋のオルフェ
- 砂漠の黒薔薇
- 維新回天・竜馬伝! -硬派・坂本竜馬III-
- エンター・ザ・レビュー
- 望郷は海を越えて
- 美麗猫 -ミラキャット-
- 黄金のファラオ
- タンゴ・アルゼンチーノ
- ザ・ビューティーズ!
- バッカスと呼ばれた男
- BLUE・MOON・BLUE -月明かりの赤い花-
- GLORIOUS!! -栄光の瞬間-
- 華麗なる千拍子
- 源氏物語 (宝塚歌劇)
- ミレニアム・チャレンジャー!
- ザ・レビュー'99
- ガイズ&ドールズ (宝塚歌劇)